# Estadio Heliodoro Rodríguez López
Das Estadio Heliodoro Rodríguez López ist ein Fußballstadion in der spanischen Stadt Santa Cruz de Tenerife auf der kanarischen Insel Teneriffa. Es ist die sportliche Heimat des Fußballvereins CD Teneriffa. Das Spielfeld hat die Abmessungen von 107 × 70 Meter. Es ist das Stadion mit der größten Spielfeldfläche der Kanarischen Inseln.

## Geschichte
Das Stadion wurde am 25. Juli 1925 unter dem Namen Stadium mit einem Spiel zwischen dem CD Teneriffa und dem Marino CF, einem Vorläuferverein der UD Las Palmas, eröffnet. Der Spielbelag war zu jener Zeit kein Rasen, sondern Erde. 1949 wurde die Spielstätte unter der Leitung des Architekten José Enrique Marrero Regalado erstmals renoviert und ausgebaut; zu Ehren des damaligen Clubpräsidenten bekam das Stadion den neuen Namen Estadio Heliodoro Rodríguez López. 1952 wurde ein Spielfeldrasen verlegt und zwei Jahre später die erste Flutlichtanlage installiert. Im Februar 1970 musste der CD Teneriffa schließlich die Spielstätte zur Schuldentilgung an den Cabildo Insular, die regionale öffentliche Verwaltung der Insel Teneriffa, verkaufen. Durch den sportlichen Aufstieg des Fußballvereins in den frühen 1990er Jahren entschloss man sich, das Stadion unter der Leitung des Architekten Carlos Schwartz von Grund auf zu renovieren. Die Bauarbeiten endeten im Jahr 2000. Heute hat die Spielstätte eine Kapazität von 22.824 Zuschauern, allesamt auf Sitzplätzen.

## Länderspiele

### Männer
Bisher trat die spanische Fußballnationalmannschaft der Männer zu vier Partien im Stadion an.
- 13. Dez. 1989:  Spanien –  Schweiz 2:1 (Freundschaftsspiel)
- 09. Feb. 1994:  Spanien –  Polen 1:1 (Freundschaftsspiel)
- 13. Nov. 1996:  Spanien –  Slowakei 4:1 (Qualifikation zur WM 1998)
- 18. Nov. 2024:  Spanien –  Schweiz 3:2 (UEFA Nations League 2024/25)

### Frauen
Im Jahr 2024 feierte die spanische Fußballnationalmannschaft der Frauen ihre Premiere im Heliodoro Rodríguez López.
- 04. Juni 2024:  Spanien –  Dänemark 3:2 (Qualifikation zur EM 2025)

## Galerie

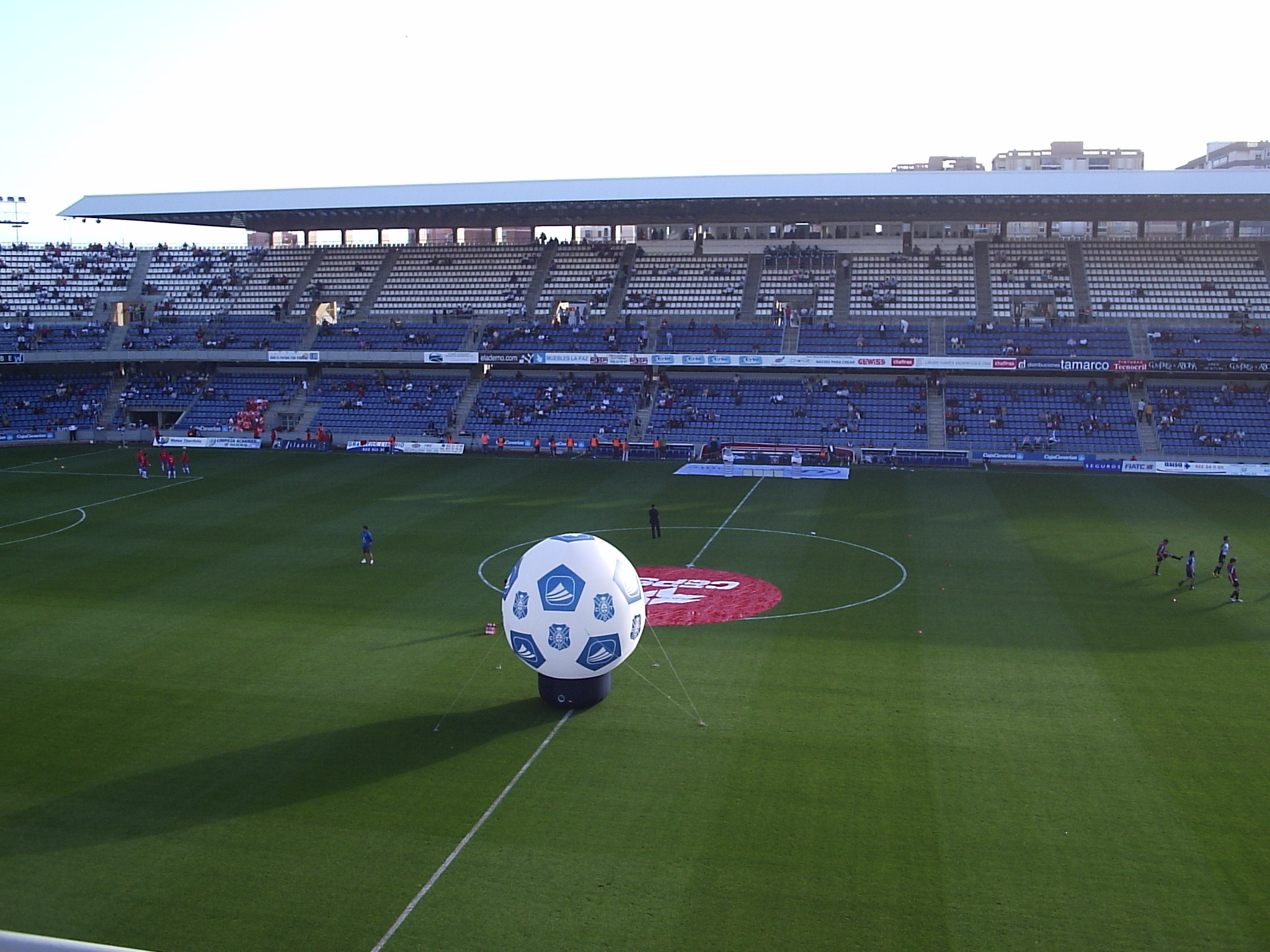
Das Estadio Heliodoro Rodríguez López am 16. November 2008 vor einem Spiel der Segunda División 2008/09 zwischen dem CD Teneriffa und Real Sociedad (1:1).
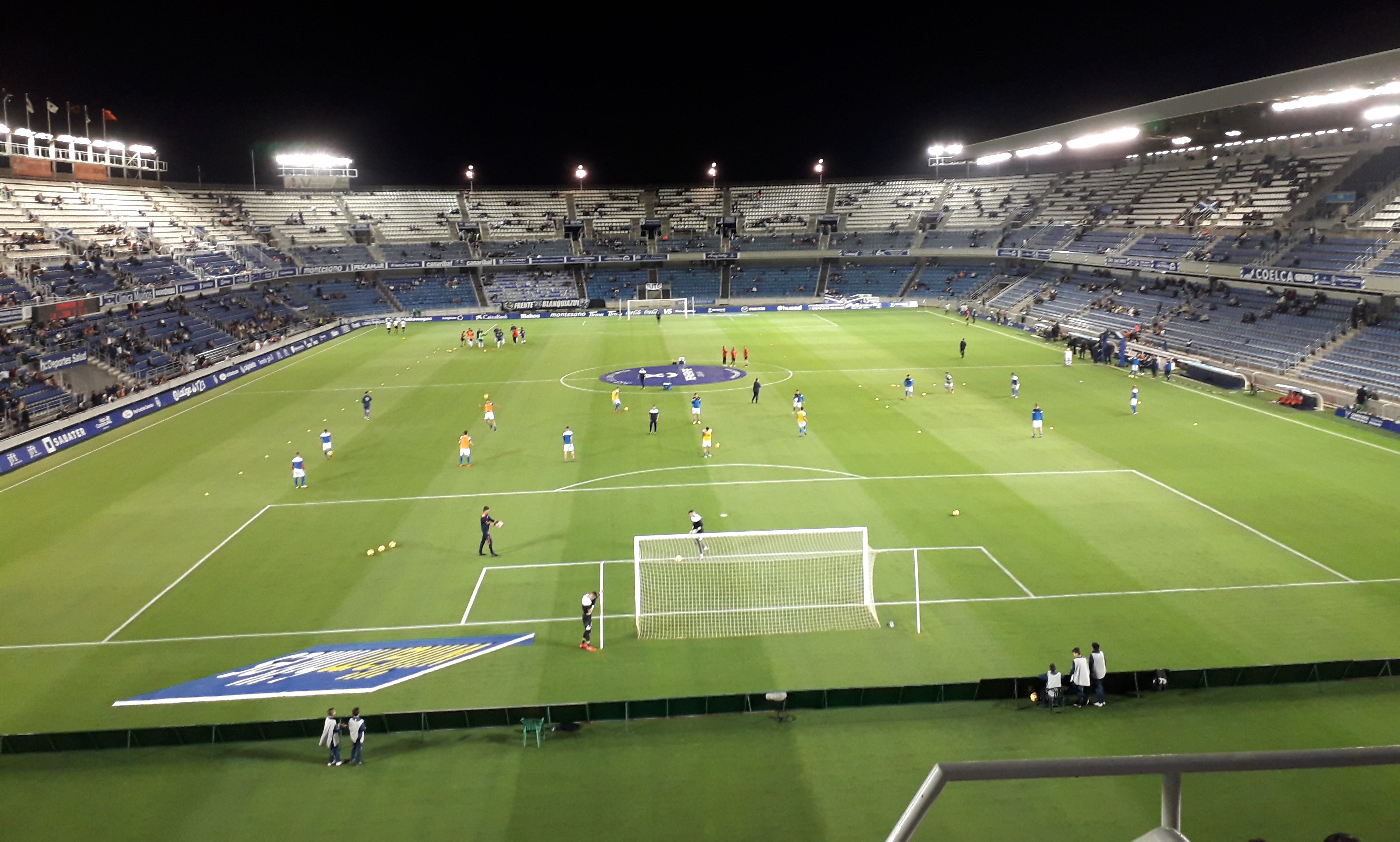
Das Heliodoro Rodríguez López im abendlichen Flutlicht im Dezember 2018
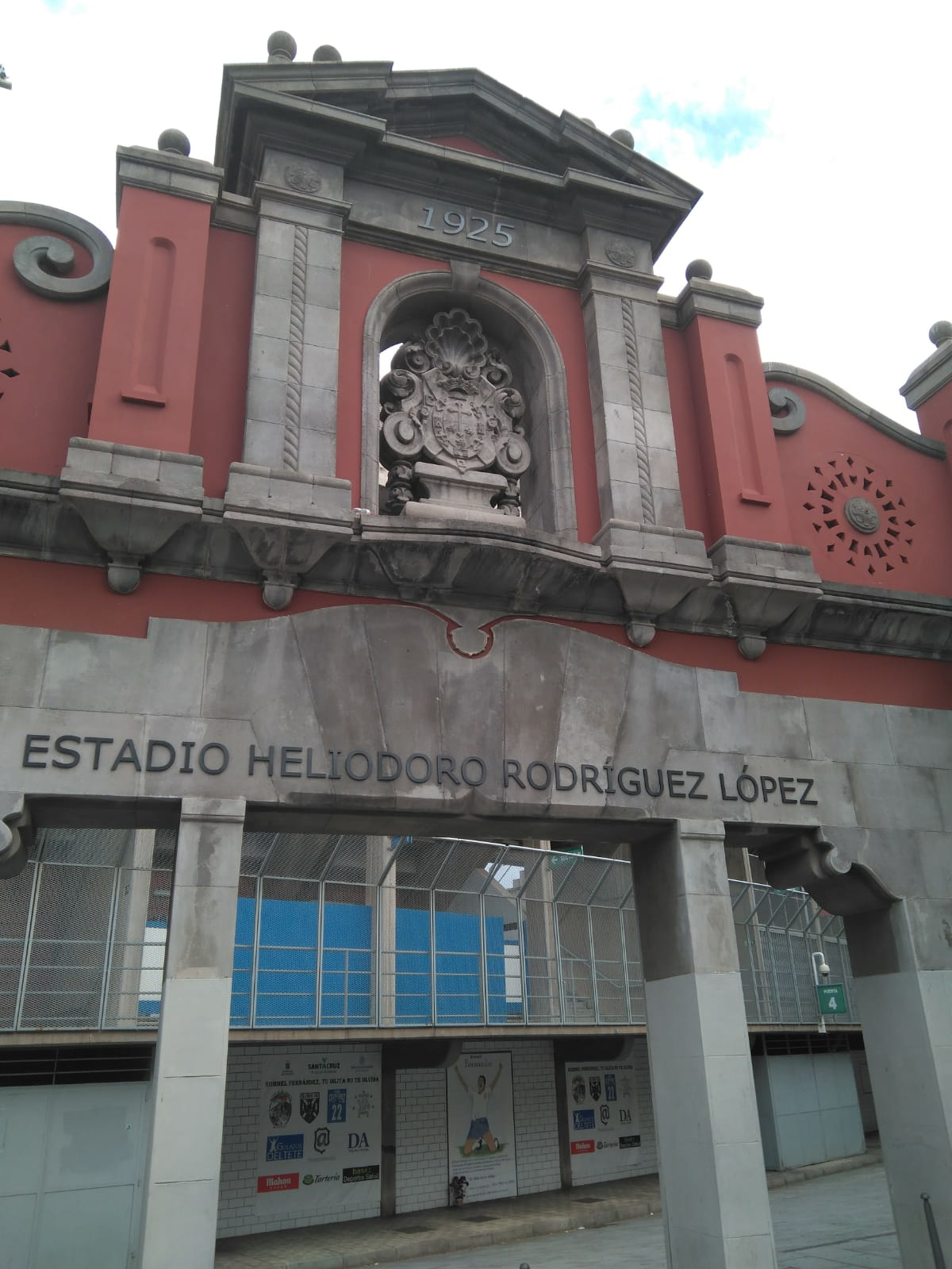
Alter Stadioneingang im April 2019
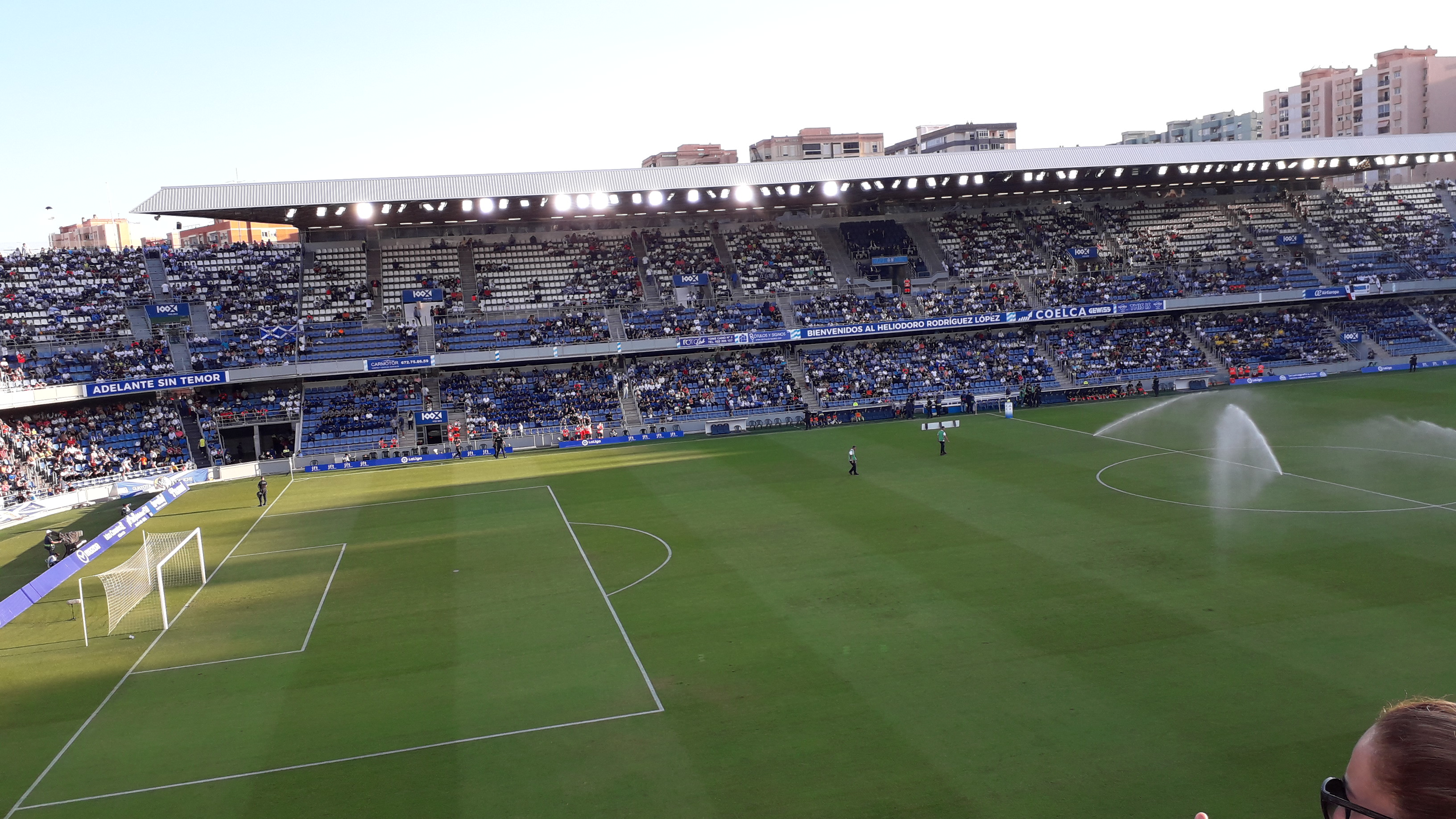
Vor einem Spiel im Mai 2022
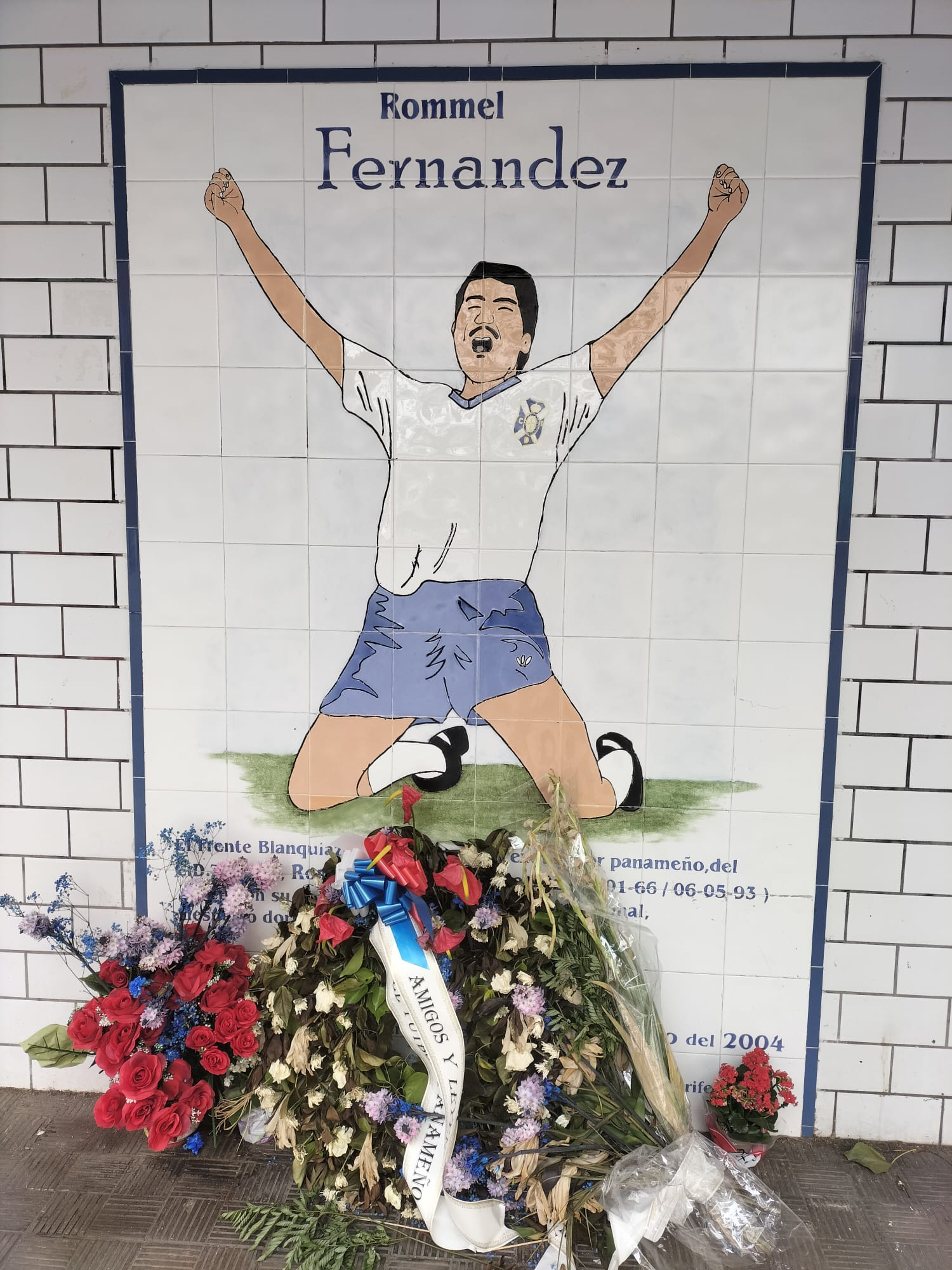
Gedenktafel am Stadion für den ehemaligen Spieler Rommel Fernández (Juni 2022)